# Röd Keldorsson (Färla)
Röd Keldorsson (Färla, Orestes Keldorssons ätt), född på 1200-talet, död efter 1305, var en svensk riddare och slottsfogde.

## Biografi
Röd Keldorsson (Färla, Orestes Keldorssons ätt) var son till Keldor. Han nämns första gången 1286 som riddare och var från 1289 till 1291 slottsfogde på Stockholms slott. Röd Keldorsson nämns sista gången 1305.

### Egendom
Röd Keldorsson ägde gods i Norunda härad i Uppland.

### Familj
Röd Keldorsson gifte sig första gången med Ingrid Abjörnsdotter (död senast 1301), dotter till Ingrid Abjörnsdotter.
Han gifte sig andra gången med Margareta. De fick tillsammans en dotter och Ragnhild Rödsdotter som var gift med Johan Karlsson i Österby.